# Eva Beer
Eva Beer ( ?1892 - ?1977 ) fue una botánica, y profesora neerlandesa.

## Algunas publicaciones

### Libros
- eva Beer, herman johannes Lam. 1936. The Verbenaceae, collected in Papua by L. J. Brass for the Archbold Expedition. Ed. Am. Museum of Natural History

- La abreviatura «E.Beer» se emplea para indicar a Eva Beer como autoridad en la descripción y clasificación científica de los vegetales.[1]

## Fuente
- Jacobs, M. 1984. Herman Johannes Lam (1892-1977) : the life and work of a Dutch botanist. 271 p. ISBN 90-6203-545-0